# Харчова моторика шлунка
Харчова моторика шлунка — складний фізіологічний процес скорочення шлункових м'язів.
Місткість шлунка людини становить близько 3 л, унаслідок чого він виконує функцію депо вжитої їжі. Крім того, у шлунку триває механічне й хімічне оброблення їжі, він є одним з органів APUD-системи (гормоно-утворювальним). Перебуваючи в шлунку впродовж кількох годин, їжа перемішується, набухає, розріджується.
Повноцінне функціонування наступних за шлунком відділів травного тракту потребує "дробного" надходження хімусу в них. Шлунок як складова травного конвеєра і виконує це завдання. Відповідно до функціонального призначення шлунка його непосмуговані м'язи забезпечують депонування, перемішування і порційну евакуацію хімусу. М'язова оболонка шлунка складається з трьох шарів непосмугованих м'язів. Зовнішній поздовжній шар найрозвиненіший уздовж малої і великої кривини. Середній круговий шар однаково добре представлений у всіх відділах. Біля надчеревної частини шлунка волокна кругового й поздовжнього шарів утворюють м'яз-замикач.
За фізіологічними властивостями внутрішній косий шар подібний до провідної системи серця. Скупчення м'язових клітин на великій кривині в проксимальній частині тіла має пейсмекерну активність. У них мимовільно генерується ПД із частотою близько 3,2 за 1 хв., що поширюється "провідною системою" – міоцитами внутрішнього шару шлунка. Міжм'язові контакти – нексуси – забезпечують об'єднання міоцитів у єдиний функціональний синцитій. Порожній шлунок має деякий тонус, що створює постійний, ніби зафіксований упродовж тривалого часу внутрішньо-порожнинний тиск. Без їжі шлунок перебуває у спадному стані.
М'язи шлунка можуть не лише скорочуватися, а й розтягуватися. Під час їди відбувається поступове розслаблення непосмугованих м'язів стінки шлунка, тому надходження навіть великих порцій мало відбивається на внутрішньо-порожнинному тиску. Розслаблення забезпечується властивістю пластичності самих волокон непосмугованих м'язів, а також розслаблювальним рефлекторним впливом, що надходить блукаючим нервом.
Через деякий час після споживання їжі (тривалість залежить від її виду) шлунком починають прокочуватися хвилі скорочення. Хвиля зароджується в ділянці розташування кардіального водія ритму. Ця хвиля тримає тонус шлунка й сприяє повільному перемішуванню хімусу, що безпосередньо прилягає до стінки, зі шлунковим соком. Вони зазвичай загасають у надчеревному відділі. Упродовж 1-ї години після їди перистальтичні хвилі ще слабкі. Надалі вони посилюються. При цьому в першу чергу до воротаря зрушується пристінкова частина їжі, просочена шлунковим соком значно краще, ніж інша. Якщо в шлунок надійшло достатньо багато їжі, її внутрішні шари впродовж 4-6 год можуть не просочуватися шлунковим соком. Ці частини харчової грудки евакуюються в останню чергу. Зрозуміло, що рідка їжа залишає шлунок значно швидше.
Кожне перистальтичне скорочення просуває харчову грудку до виходу зі шлунка. Але оскільки вона попутно закриває просвіт шлунка перед воротарем, то лише частина її проштовхується у дванадцятипалу кишку. Це найрідша частина шлункового вмісту, що містилася біля стінки шлунка й краще обробилася соком. Решта вертається в шлунок, що сприяє поступовому здрібнюванню щільних харчових мас.
Регуляція моторики шлунка. Прихідні нервові волокна здатні змінювати тонус фундального відділу дна шлунка: блукаючий нерв містить збудливі (холінергічні) і гальмівні (неадренергічні) нервові волокна. За допомогою ваговагального рефлексу, аферентна частина якого розміщена в дистальній частині шлунка й тонкій кишці, стимулюється скорочення проксимального відділу шлунка. Так здійснюється гальмування спорожнювання шлунка в разі надходження в кишки кислот, осмотичних активних речовин.
У зв'язку з тим, що основним іоном, що ініціює як збудження, так і скорочення непосмугованих м'язів шлунка, є Са2+, швидкість наростання концентрації його в міоплазмі впливає на силу і частоту хвиль перистальтики. Тому, як правило, усі впливи, що збільшують пропускну здатність Са2+-каналів, посилюють скорочення шлунка. А гальмують моторику шлунка ті механізми регуляції, що призводять до зниження швидкості трансмембранного обміну Са2+.Ритм активності місцевого пейсмекерного водія модулюється під впливом механізмів нейрогормональної регуляції. Подразнення рецепторів порожнини рота, стравоходу, шлунка, кишок й низки інших органів запускає відповідні рефлекси. За посередництвом периферичних і центральних утворень вегетативної нервової системи імпульси парасимпатичними й симпатичними нервами досягають непосмугованих м'язів шлунка. Рухи шлунка стимулює парасимпатичний нерв. Взаємодія АХ з М-холінорецепторами збільшує потік Са2+. Але в складі постгангліонарних волокон блукаючого нерва містяться нервові закінчення, що виділяють ще й аденозин. На відміну від АХ аденозин, взаємодіючи зі специфічними рецепторами, прискорює вихід Са2+ з міоцитів, що забезпечує розслаблення шлунка – оптимальну базальну релаксацію.
Симпатичний нерв, навпаки, гальмує перистальтику. Постгангліонарні симпатичні волокна закінчуються як на інтрамуральних гангліях, гак і безпосередньо на міоцитах. Це визначає механізм гальмування. У регуляції моторики шлунка беруть участь ГІГ, інші біологічно активні речовини (БАР) і продукти гідролізу їжі. Моторику стимулює гастрин, ХЦК-ПЗ, мотилін, серотонін, інсулін.
Перехід хімусу у дванадцятипалу кишку.Коли їжа розріджується, починається порційна евакуація її у дванадцятипалу кишку. Змішана їжа в шлунку затримується до 3-8 год., що визначається:
а) консистенцією шлункового вмісту;
б) осмотичним тиском шлунка;
в) хімічним складом їжі;
г) ступенем наповнення дванадцятипалої кишки.
Їжа, багата на вуглеводи, евакуюється швидше, а на жири – з найнижчою швидкістю.
Важливу роль у порційному надходженні харчового хімусу в кишки відіграє м'яз – замикач воротаря. Однак і при його видаленні швидкість евакуації мало відрізняється від норми.
Процес переходу їжі регулюється комплексом механізмів. Насамперед має значення пропульсивна перистальтика шлунка, що створює високий тиск у надчеревному відділі. Що більший градієнт тиску між шлунком і кишками, то швидше евакуюється вміст воротаря. Порожня дванадцятипала кишка прискорює евакуацію. Прояв зазначених механізмів зумовлено погодженим впливом механорецепторів шлунка (прискорення) і дванадцятипалої кишки (уповільнення).
Неабияка роль у регуляції евакуації належить також погодженій дії хімічних агентів їжі й ГІГ. Наявність у дванадцятипалій кишці НС1 й жирів гальмує евакуацію їжі зі шлунка. Надходження жирів і кислого шлункового хімусу спричинює вивільнення секретину, ХЦК-ПЗ і ШІП. Усі вони гальмують спорожнювання шлунка. Просування жирного або кислого хімусу із дванадцятипалої кишки, нейтралізація його кишковим соком полегшують відкриття м'яза-замикача й надходження нової порції хімусу. Прискорюють евакуацію їжі мотилін і соматостатин.